# Улькундинский сельсовет
Улькундинский сельсовет (баш. Өлкөндө ауыл Советы) — сельское поселение в Дуванском районе Республики Башкортостан.

## Население
| 2002  | 2010  | 2012  | 2013  | 2014  | 2015  | 2016  |
| ----- | ----- | ----- | ----- | ----- | ----- | ----- |
| 1583  | ↘1340 | ↘1319 | ↘1275 | ↘1268 | ↘1255 | ↘1220 |
| 2017  |       |       |       |       |       |       |
| ↘1196 |       |       |       |       |       |       |

Жители преимущественно татары (93 %).

## Состав сельского поселения
| № | Населённый пункт | Тип населённого пункта       | Население | Примечание |
| - | ---------------- | ---------------------------- | --------- | ---------- |
| 1 | Улькунды         | село, административный центр | ↘1255     | татары     |
| 2 | Елантуб          | деревня                      | ↘85       | татары     |

### Упразднённые населённые пункты
- поселок  Бикташевский  — упразднён в 2005 году (Закон Республики Башкортостан от 20 июля 2005 года № 211-з «О внесении изменений в административно-территориальное устройство Республики Башкортостан в связи с образованием, объединением, упразднением и изменением статуса населённых пунктов, переносом административных центров»).